# Jordbävningen i Myanmar 2025
Jordbävningen i Myanmar 2025 ägde rum den 28 mars 2025 klockan 12.50 i Sagaingregionen i Myanmar. Jordbävningen bestod av två jordskalv med epicentrum nära Mandalay.
Enligt tidiga uppgifter hade omkring 150 personer omkommit och många hundra skadats. Det totala antalet förväntades bli mycket större.
Det första skalvet uppmättes till 7,7 på richterskalan, ett andra skalv som kom en kort stund senare uppmättes till 6,4. Den 29 mars rapporterades ett dödstal på över 1 600 personer för Mandalayregionen.
I Bangkok i Thailand rasade ett höghus under konstruktion av jordbävningen. Den 30 mars rapporterades 17 döda från Bangkok. Ett trettiotal personer rapporterades som skadade. 80 personer rapporterades som saknande.